# Артериосклероз Менкеберга
Артериосклероз Мëнкеберга (артериокальциноз Менкеберга, артериальный медиакальциноз, артериальный медиасклероз) — форма поражения артерий, является второй по распространённости среди всех склеротических поражений артериальных сосудов после атеросклероза. Впервые описана Йоганном Менкебергом в 1903 году. Эта форма склеротических повреждений характеризуется поражением средней оболочки артерий (в отличие от атеросклероза) эластичного и эластично-мышечного типа и проявляется рядом признаков: медианекрозом, медиасклерозом и медиакальцинозом. Для этого заболевания в большей мере имеют значение процессы дегенерации и склерозирования сосудистой стенки, вместо холестерина в сосудистой стенке накапливаются соли кальция.
Клинически артериосклероз Менкеберга длительное время протекает бессимптомно. Для сосудов конечностей характерно снижение адаптабельности к нагрузкам и синдром перемежающейся хромоты, для центральных артерий — симптомы, обусловленные развитием аневризм.